# 가필드 겟츠 리얼
《가필드 겟츠 리얼》(영어: Garfield Gets Real)는 2007년 공개된 미국의 영화이다.